# Michael Thöndl
Michael Thöndl (* 1959 in Wien) ist ein österreichischer Politikwissenschaftler.

## Leben
Der Italien-Experte Thöndl, der im Jahr 1986 für seine Arbeit „Das Politikbild von Oswald Spengler“ promoviert wurde, ist ein primär ideengeschichtlich arbeitender Politikwissenschaftler, der sich insbesondere mit Forschungen über den deutschen Geschichtsphilosophen und politischen Schriftsteller Oswald Spengler profilierte und Arbeiten aus folgenden Bereichen publizierte: Politische Theorie und Ideengeschichte, Italien, Totalitarismus, Faschismus, „Konservative Revolution“, Universitäts- und Bildungsgeschichte, Geschichte der Betriebswirtschaftslehre und Europäische Union. Thöndl war bis zu seiner Emeritierung als Prof. (FH) am 1. Juli 2024 Fachbereichsleiter für Politikwissenschaft an der Fachhochschule des bfi Wien. Er ist Lehrbeauftragter an der Universität Innsbruck, die ihm 2011 die Lehrbefugnis als Privatdozent für Politikwissenschaft erteilt hat.

## Ehrung
- Verleihung des Theodor-Körner-Preises zur Förderung von Wissenschaft und Kunst am 7. März 2000[3]

## Werke
- Richard Nikolaus Graf Coudenhove-Kalergi, die „Paneuropa-Union“ und der Faschismus 1923–1944. Leipziger Universitätsverlag, Leipzig 2024, ISBN 978-3-96023-588-0.
- Einführung in die Politikwissenschaft: Meilensteine, Methodik und Arbeitsweisen in der politischen Theorie und Ideengeschichte. 2., erweiterte und aktualisierte Auflage, Böhlau 2015, ISBN 978-3-205-78898-0.
- Oswald Spengler in Italien: Kulturexport politischer Ideen der „Konservativen Revolution“. Leipziger Universitätsvlg 2010, ISBN 3-86583-492-2.
- mit  Karin Schermann, Gernot Stimmer: Die Europäische Union. Institutionen, Verfahren, Akteure. Manz’sche Verlags- u. Universitätsbuchhandlung 2007, ISBN 3-214-00333-X.
- mit Johann Brazda: Spuren von Hermann Schulze-Delitzsch in Österreich. Druckerei Wagner, Verlag und Werbung GmbH 2001 (Schriftenreihe. Förderverein Hermann Schulze-Delitzsch und Gedenkstätte des deutschen Genossenschaftswesens e.V., Heft 4), ISSN 1615-181X.